# Сен Илер
Сен Илер (на френски: Saint-Hilaire) е село в северна Франция, част от департамента Есон на регион Ил дьо Франс. Населението му е около 400 души (2015).
Разположено е на 101 метра надморска височина в Парижкия басейн, на 5 километра западно от центъра на Етамп и на 51 километра югозападно от Париж. Селището е известно от 1164 година.

## Известни личности
Починали в Сен Илер
- Мишел Лерис (1901 – 1990), писател и антрополог